# 利克芒廷鎮區 (阿肯色州康韋縣)
利克芒廷鎮區（英語：Lick Mountain Township）是位於美國阿肯色州康韋縣的一個行政鎮區。

## 地方資料
利克芒廷鎮區的面積為99.19平方千米，當中陸地面積為98.91平方千米，而水域面積為0.28平方千米。根據2010年美國人口普查的數據，當地共有人口825人，而人口密度為每平方千米8.32人。